# Video Game Decency Act
Video Game Decency Act of 2007 var ett nedröstat lagförslag i USA:s kongress, föreslagit av Fred Upton den 29 september 2006. Lagförslaget lades åter fram i mars 2007, men utredningen lades ner 2007.
Målet var att "förhindra vilseledande handlingar vid sättandet av åldersgränser" på dator/TV-spel.

### Fotnoter
1. ↑  ”Video Game Decency Act of 2006 Introduced To Senate”. Gamasutra. http://www.gamasutra.com/php-bin/news_index.php?story=11070. Läst 29 september 2006.
2. ↑  ”Michigan Congressman Proposes “Video Game Deceny Act””. Gamepolitics.com. 29 september 2006. Arkiverad från originalet den 18 december 2011. https://web.archive.org/web/20111218064613/http://gamepolitics.com/2006/09/29/michigan-congressman-proposes-quotvideo-game-decency-actquot. Läst 3 januari 2010.
3. ↑  ”HR 6120 - To prohibit deceptive acts and practices in the content rating and labeling of video games.”. Fred Upton. http://www.gpo.gov/fdsys/pkg/BILLS-109hr6120ih/pdf/BILLS-109hr6120ih.pdf. Läst 29 september 2006.